# Krajobraz pierwotny
Krajobraz pierwotny – krajobraz zachowany w swojej pierwotnej postaci, czyli taki, którego elementy nie zostały naruszone lub przekształcone przez działalność ludzką. Obecnie krajobraz ten spotykamy coraz rzadziej. Występuje w najwyższych partiach niektórych masywów górskich, na obszarach tundry, w dużych częściach pustyń.